# 2787 Tovarishch
2787 Tovarishch (1978 RC6) là một tiểu hành tinh vành đai chính được phát hiện ngày 13 tháng 9 năm 1978 bởi N. Chernykh ở Nauchnyj.